# ويليام غوتيريز
ويليام غوتيريز (بالإسبانية: William Gutiérrez)‏ (29 مارس 1963 في الأوروغواي - ) هو لاعب كرة قدم أوروغواني في مركز الهجوم. شارك مع منتخب الأوروغواي لكرة القدم. أما مع النوادي، فقد لعب مع أتلتيكو جونيور وديفينسور سبورتينغ وناسيونال ماديرا وناسيونال مونتيفيديو وسنترال إسبانيول والتانك سيلي وDeportes Temuco ‏ وأتليتيكو بروغريسو ‏ وBasáñez ‏.

## وصلات خارجية
- ويليام غوتيريز على موقع قاعدة بيانات كرة القدم.إي يو (الإنجليزية)
- ويليام غوتيريز على موقع ناشيونال فوتبول تيمز (الإنجليزية)